# هاشم (اسم)
هاشم هو اسم علم شخصي مذكر من أصل عربي معناه الذي يهشم أو يكسر، هذا الاسم كان شائع عند العرب منذ القدم وتسمت به عدة شخصيات مهمة.

## الشخصيات
- هاشم بن عبد مناف إحدى شخصيات قريش القدماء.
- هاشم ثاتشي سياسي كوسوفي.
- هاشم الأتاسي سياسي سوري.
- هاشم مستور لاعب كرة قدم مغربي.
- هاشم محمد البغدادي خطاط عراقي.
- هاشم الرفاعي شاعر مصري.
- هاشم بن الحسين أمير أردني.
- هاشم بن عتبة صحابي مسلم.
- هاشم بن عبد الله الثاني أمير أردني.
- هاشم بن حكيم والمعروف بالمقنع الخراساني أحد مدعي النبوة من الفرس.
- هاشم شعباني شاعر أحوازي.
- هاشم صالح لاعب كرة قدم عُماني.
- هاشم عبد الرحمن سياسي فلسطيني إسرائيلي.
- هاشم غرايبة كاتب أردني.
- هاشم محاميد سياسي إسرائيلي.